# 遊就館
遊就館（ゆうしゅうかん）は、靖国神社境内に併設された同社の祭神ゆかりの資料を集めた宝物館（博物館法の適用外）である。
幕末維新期の動乱から大東亜戦争（太平洋戦争）に至る戦没者、国事殉難者を祭神とする靖国神社の施設として、戦没者や軍事関係の資料を収蔵・展示している。1882年（明治15年）に開館した日本における「最初で最古の軍事博物館」。靖国神社の遊就館部職員によって運営される。
「遊就館」という名称は、『荀子』勧学篇の「故君子居必擇鄕、遊必就士、所以防邪僻而近中正也」（故に君子は居るに必ず郷を択び、遊ぶに必ず士に就くは、邪僻を防ぎ中正に近づく所以なり）に拠る。
地下1階、地上3階建。

## 沿革

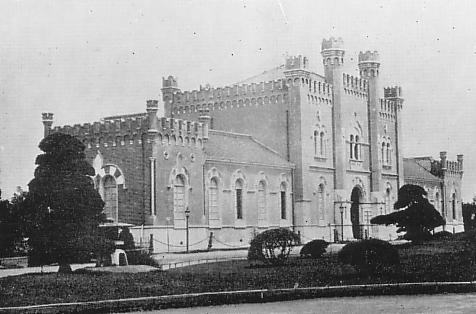
明治期の遊就館（イタリア古城式。関東大震災で大破）

靖国神社の祭神の霊を慰め、その徳を頌するため絵馬堂を兼ねて祭神の遺物を陳列する所とし、1878年（明治11年）に陸軍卿・山縣有朋その他の主唱によって西南戦争の際に献納された華族の恤兵金（寄付金）の一部で建築に着手した。1882年、幕末維新の新政府軍（官軍）戦没者ゆかりの品を展示する目的で開館。
日清戦争や日露戦争を経て、1910年（明治43年）には明治天皇の勅令「武器ノ沿革ヲ知ルヘキ物件ヲ蒐集保存シ軍事上ノ参考ニ供スル所トス」（勅令第192号）が発布された。
第一次世界大戦を経て展示資料は増加し、施設も逐次増築されたが、1923年（大正12年）の関東大震災で損壊。翌年に仮館を建設し、1932年（昭和7年）に伊東忠太、内藤太郎、柳井平八によって設計・再建された。支那事変（日中戦争）とその後の第二次世界大戦の戦時中は陸軍省の貸出しで、戦地で鹵獲した国民革命軍や連合軍の兵器の展示も行われた。

### 戦後
第二次大戦後は敗戦により遊就館令が廃止され閉館。国家補助を打ち切られた靖国神社は、遊就館の修理を条件に、建物および周囲の土地の貸与を表明。1947年（昭和22年）11月に、社屋を連合国軍最高司令官総司令部（GHQ）に接収された富国生命保険と月額5万円（当時）で賃貸契約が結ばれ、同生保会社の「九段本社」として使用された。
1961年（昭和36年）に遊就館に隣接する靖国会館の一部を「宝物遺品館」として再開した。1980年（昭和55年）に富国生命保険が立ち退くにあたり、当時の社長が靖国神社の経済的窮状を財界有力者に訴えた。これを契機に「靖国神社奉賛会」が発足。1985年（昭和60年）7月13日に施設の改修が終わり遊就館として再開。その後、建物の老朽化と展示スペースの不足から、創立百三十年記念事業の一環として本館改修と新館増築の工事が行なわれた。その際、野外の展示資料も館内に収納展示され、2002年（平成14年）7月13日に再公開した。
2006年に展示していた「太平洋戦争開戦までのアメリカの意図」の解説文について、下院外交委員会やシーファー駐日大使（当時）から批判があり、記述の一部を修正した。
2008年に首相となった麻生太郎は2007年の著書で、靖国神社非宗教化・国営化と合わせて遊就館は「行政府内に管理と運営を移す」べきだと提言した。

## 収蔵展示品

### 1階玄関ホール
入場無料であり、玄関ホール内の展示物の撮影は可能である。
入口を入ると、最初に零式艦上戦闘機五二型（復元機）が展示されている。その奥には、第32軍直轄の最大長射程火砲部隊として沖縄戦を2ヶ月以上にわたり戦った独立重砲兵第100大隊所属の八九式十五糎加農砲、同じく沖縄戦を戦い連合軍総指揮官サイモン・B・バックナー・ジュニア中将を戦死させるなど大戦果を挙げた野戦重砲兵第1連隊所属の九六式十五糎榴弾砲のほか、大戦中に泰緬鉄道において鉄道連隊将兵の手によって運用されていたC56 31号蒸気機関車などが展示されている。

### 2階展示室
玄関ホールからエスカレーター（奥にエレベーター有り）で2階展示室へ進む。ここからは有料エリアである。時系列順に古代、近世、明治維新、戊辰戦争、西南戦争、日清戦争、義和団の乱、日露戦争、第一次世界大戦、満州事変、支那事変（日中戦争）、大東亜戦争（太平洋戦争）関連の資料を展示。
2階展示室では、刀剣類や甲冑、古式銃、戊辰戦争時に官軍が用いた錦旗（きんき）などを展示している。同階には一般の「展示室」とは異なる「特別陳列室」（皇室ゆかりの品を納める）があり、大元帥たる天皇の下賜品や肖像のほか、天皇・皇族が着用した軍装、終戦時の奉焼命令による処分を免れた旭日旗部分や、菊花紋の竿頭などほぼ完全な形で現存する唯一の陸軍の軍旗（連隊旗、歩兵第321連隊）、金鵄勲章等を展示。
「映像ホール」があり、祭神や近・現代日本に関する記録映画を上映。映像資料のビデオやDVDは非売品だが、制作した英霊にこたえる会の会員になると、『君にめぐり合いたい』と『私たちは忘れない』の2本の頒布が受けられる。

### 1階展示室および大展示室
1階では、大展示室に限り撮影が可能である。大東亜戦争末期のサイパンの戦いに従軍し同島で発見された戦車第9連隊所属の九七式中戦車 チハ、本土防空戦に従軍し戦後に埼玉県で発見された飛行第18戦隊所属の五式戦闘機の残骸部品。
栗林忠道陸軍大将隷下の第109師団噴進砲中隊に所属し硫黄島の戦いで使用された四式二十糎噴進砲、ヤップ島で発見された艦上爆撃機彗星、海軍の特攻兵器である回天（人間魚雷）の実物、桜花（人間ロケット）のレプリカ、戦艦陸奥の副砲及び砲弾、四〇口径三年式八糎高角砲、四一式山砲、八八式七糎野戦高射砲、九六式二十五粍高角機銃、九二式重機関銃がある。
また、精巧な軍艦模型等のほか、戦後行なわれた戦没者遺骨収集の際に戦跡で回収された遺品類、戦没者の遺書を展示。順路最後のコーナー「靖国の神々」では、祭神となった戦没者の写真や肖像画の一部を展示している。

## 付帯施設
- 売店：土産品のほか、幕末から現在までの靖国神社に関する様々な書籍を販売している。日章旗や軍旗、自衛隊グッズ、歴史の考察本なども豊富で、品揃えは多岐に及ぶ。外国人観光客向けに英語版パンフレットも用意されている。
- 茶房「結」：喫茶・軽食。大日本帝国海軍の軍人が航海中に食していたという「海軍カレー」が看板メニュー。現代の長時間煮込んだカレーライスとは違い、当時のレシピや材料を忠実に再現したので少し薄めの味となっている。所謂「お蕎麦屋さんのカレー」に近い味である。

上記の付帯施設は1階玄関ホールと直結しているため、入場無料で利用できる。
- 企画展示室：正面出入口から見て売店の奥にあり、特別展等に利用される。
- 「英霊にこたえる会」中央本部事務局[11]

## 基本情報
開館時間
午前9時～午後4時30分
正月・みたままつりなど祭典・行事により開館時間を変更することがある。
※入館は閉館30分前まで
※館内の撮影は1階玄関ホール及び大展示室以外は原則禁止。また退館時刻も厳守のこと。
拝観料
大人　1000円
大学生　500円
高校生・中学生　300円
小学生　無料
靖国神社崇敬奉賛会会員は無料
障害者手帳保持者は入場無料

## 所在地・交通
東京都千代田区九段北3－1－1（靖国神社境内）
靖国神社拝殿から遊就館入口まで：徒歩2分。
最寄り駅から遊就館入口まで
- 東京メトロ東西線、半蔵門線、都営新宿線：九段下駅「1番出口」から第一鳥居を通って入る。徒歩10分
- JR中央線（各駅停車）、東京メトロ有楽町線、南北線、都営新宿線：市ヶ谷駅から南門を通って入る。徒歩12分

## 展示品・施設周辺画像

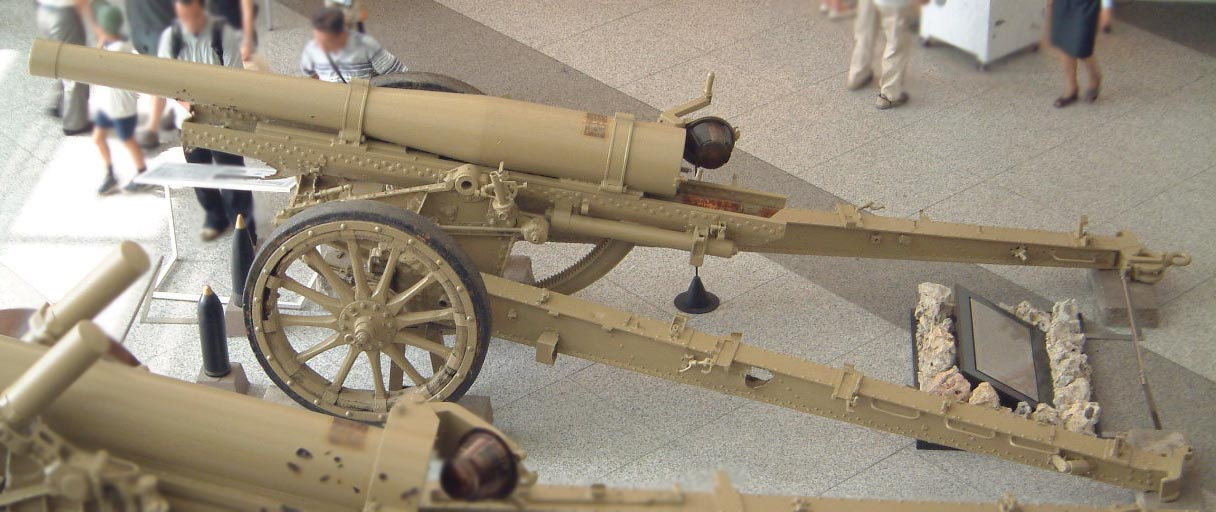
九六式十五糎榴弾砲
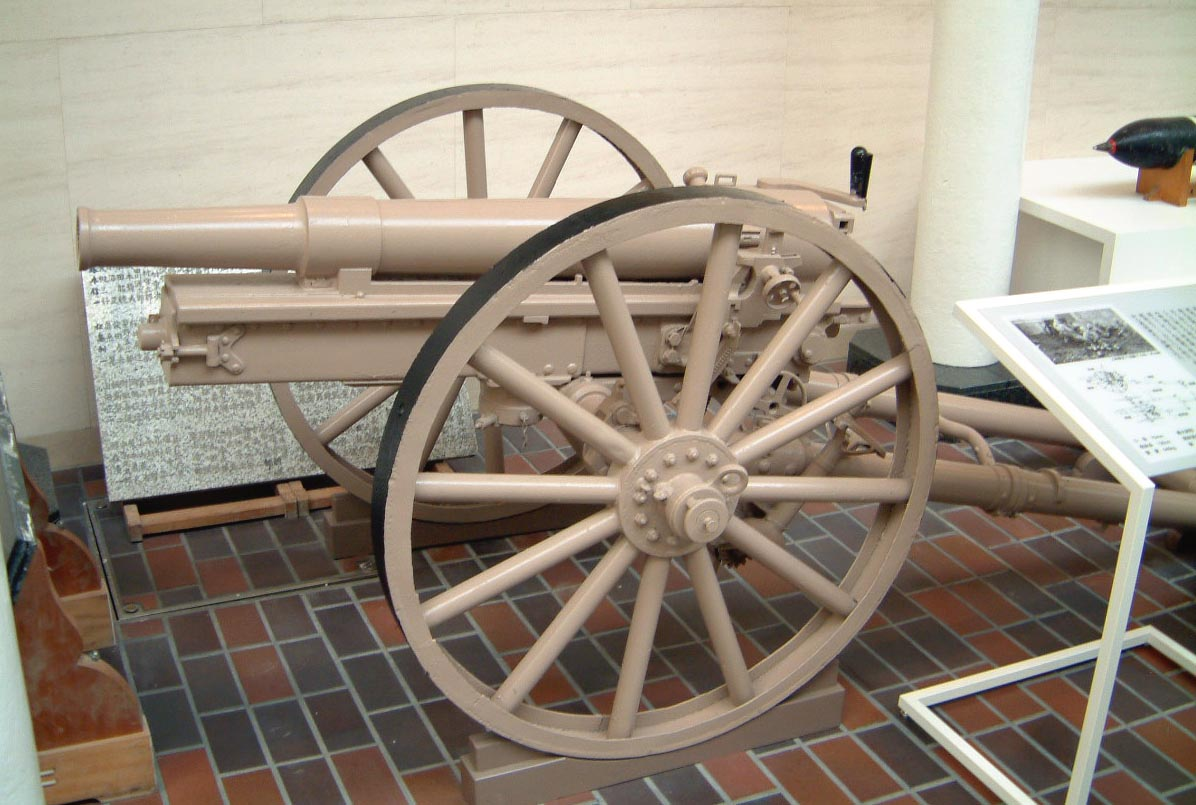
四一式山砲
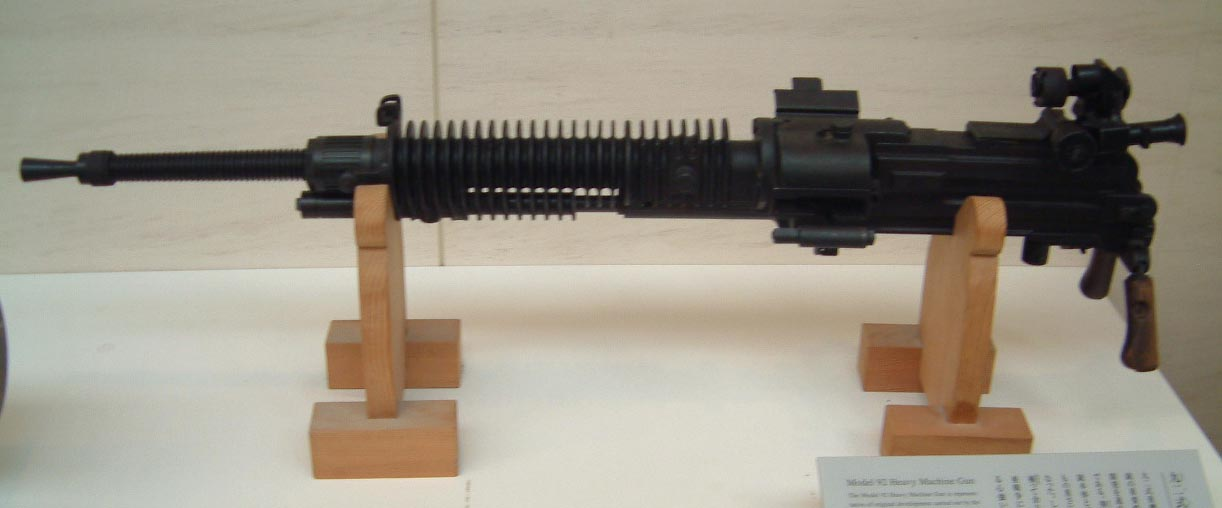
九二式重機関銃
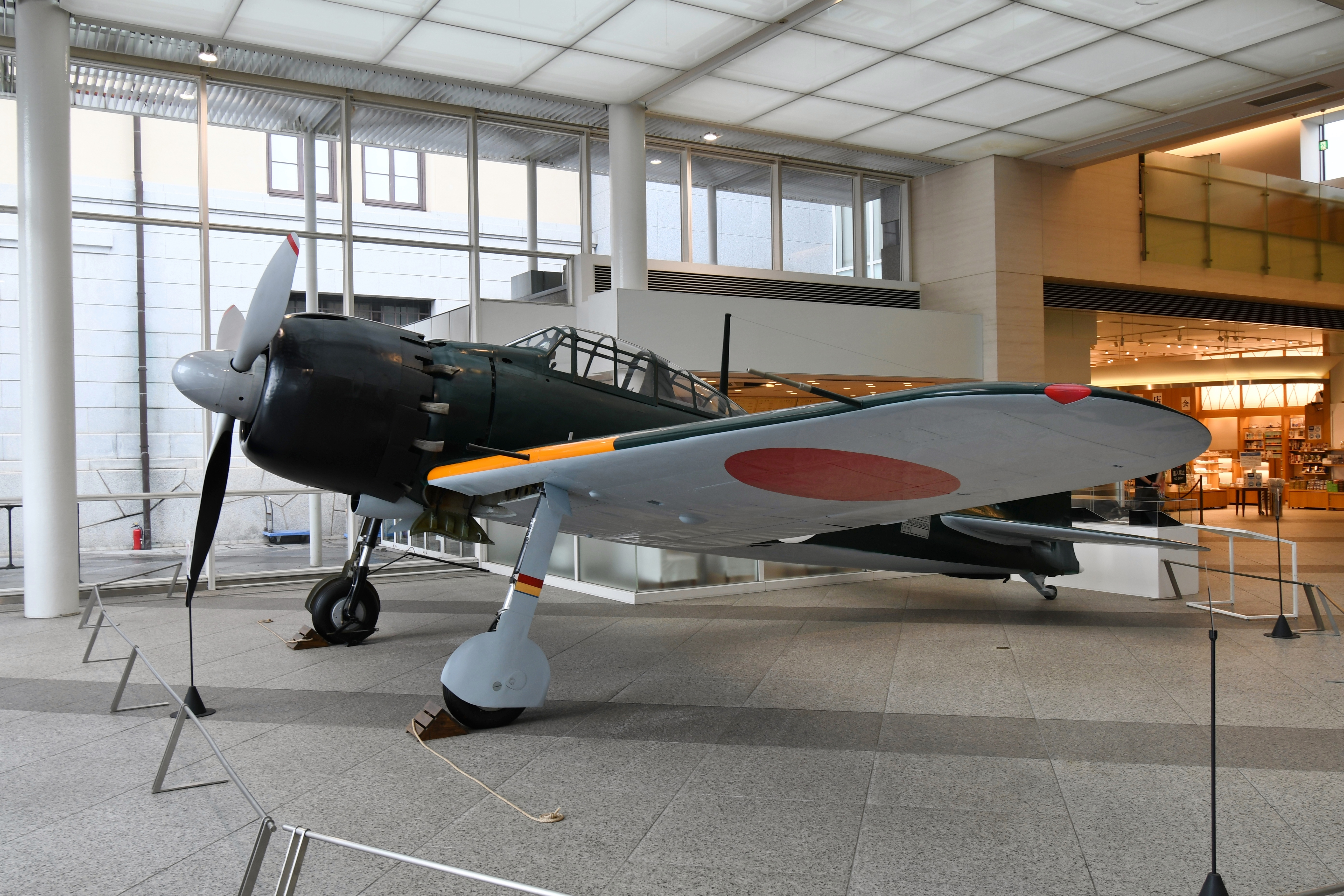
零式艦上戦闘機五二型
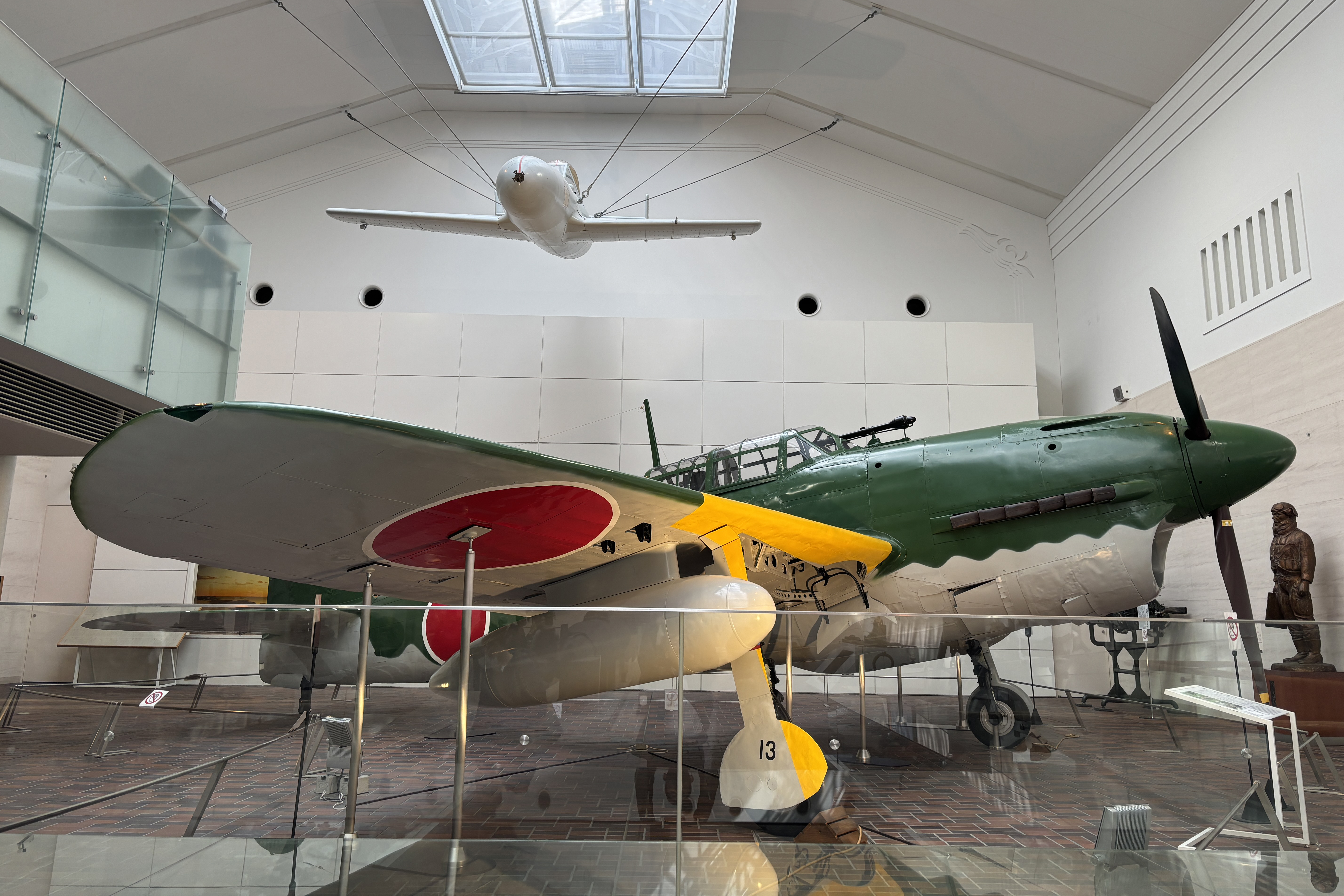
艦上爆撃機彗星一一型および桜花一一型（レプリカ）
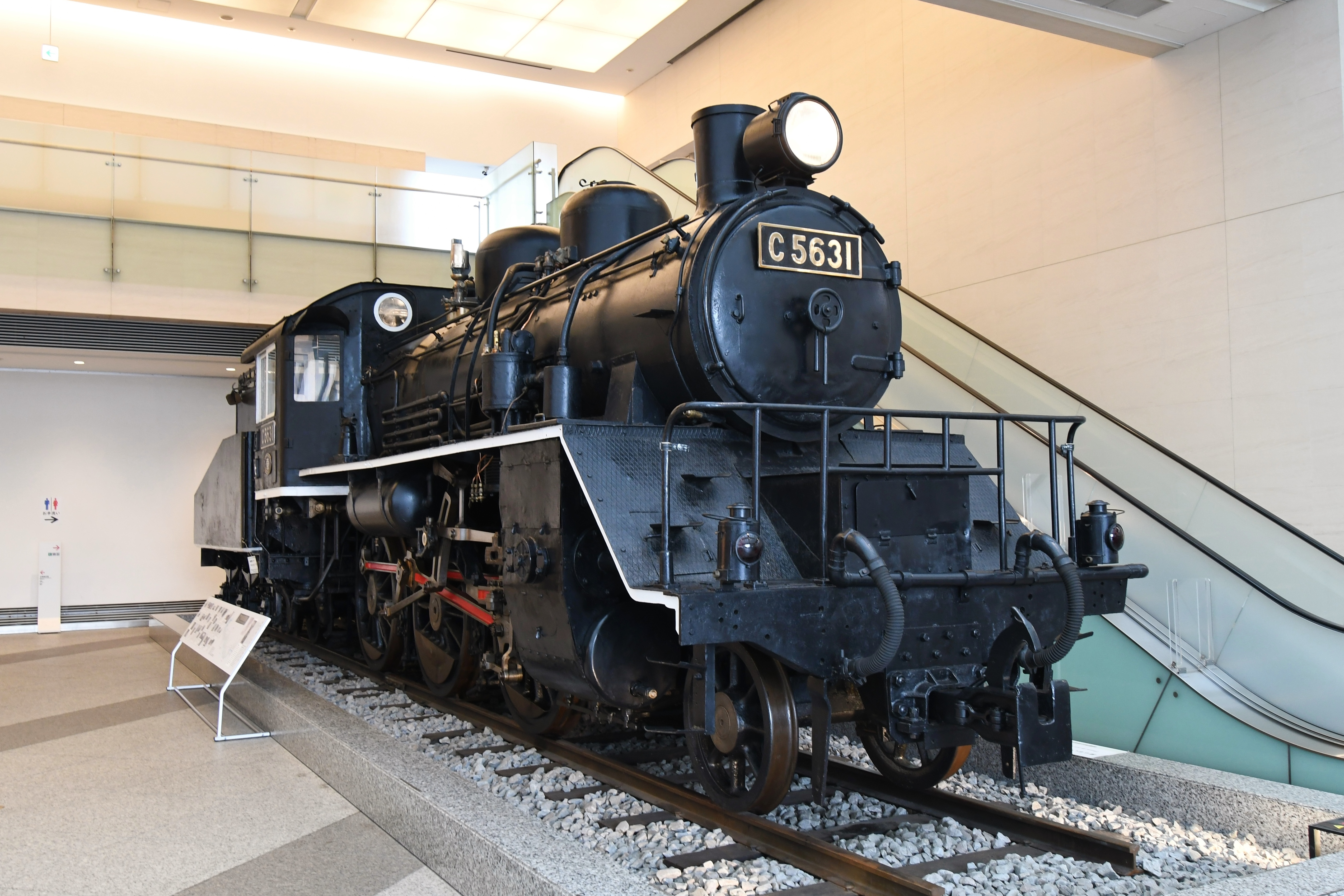
C56
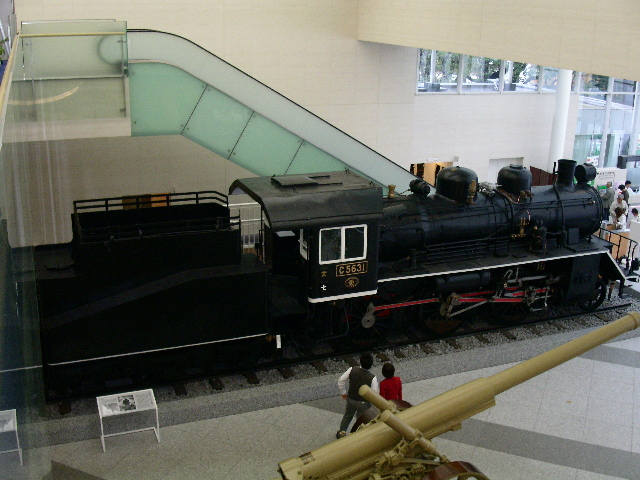
C56（屋根の一部が切り下げられている）
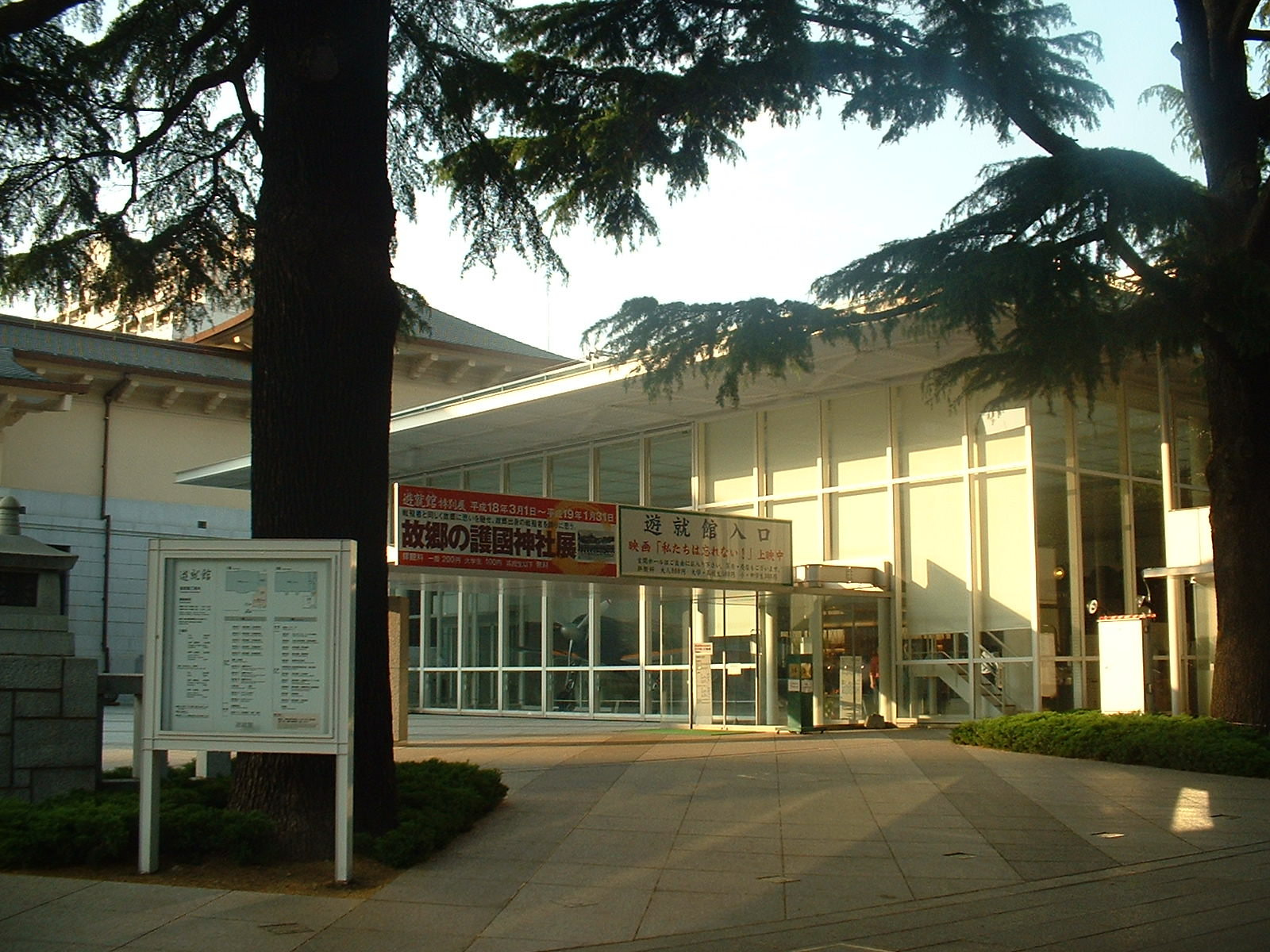
新館 玄関付近
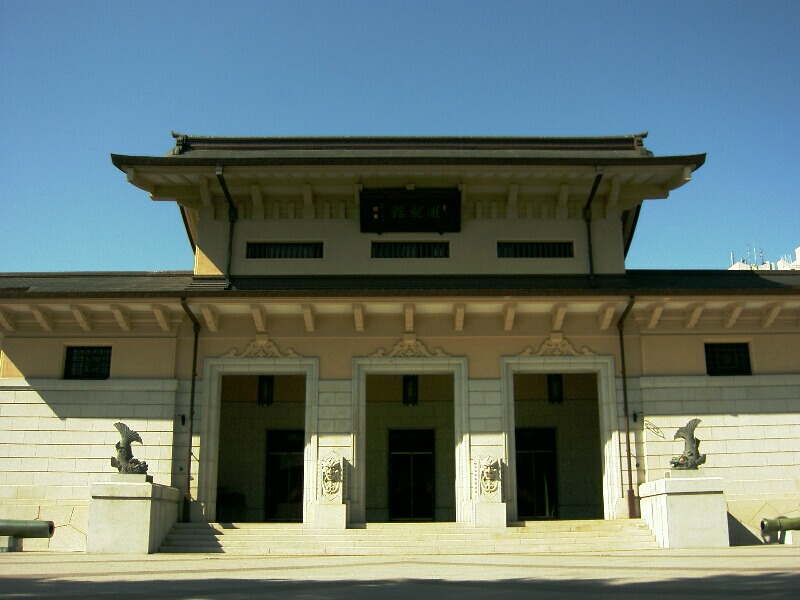
本館
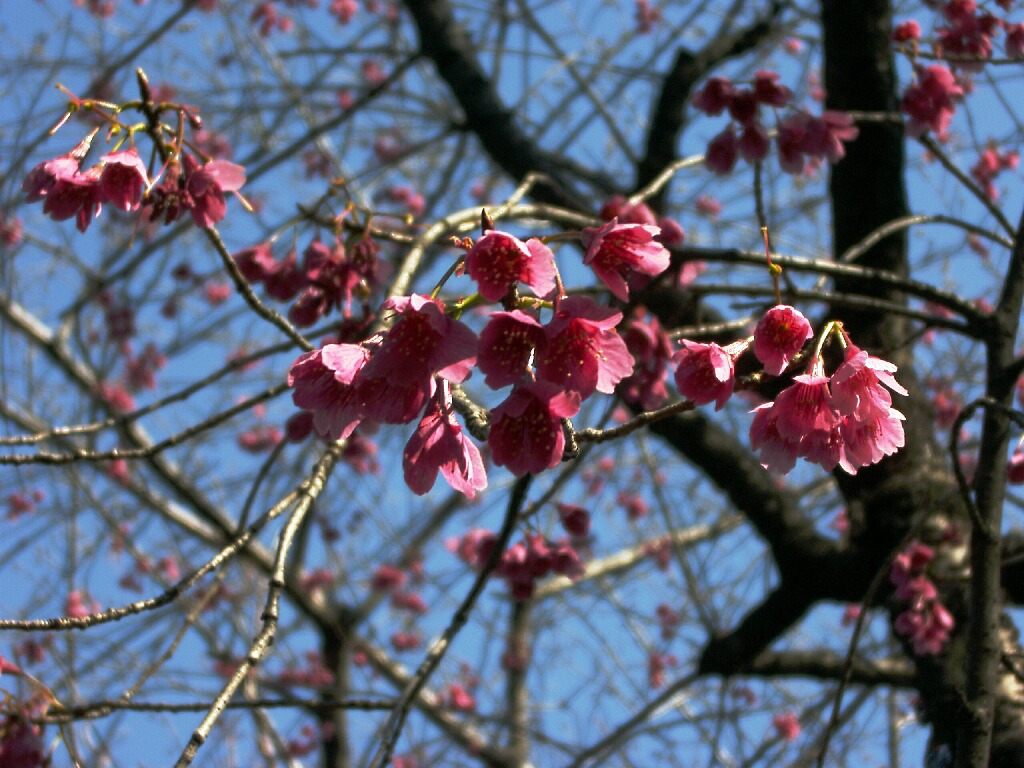
ツバキカンザクラ・建物付近で毎年3月から4月頃に開花する

## 歴史修正主義に関する論争
- 遊就館で示される太平洋戦争開戦に対する認識について、日本人と米国人の間で議論が起きた[13][14]。

- 遊就館は、「日本帝国の侵略的な軍国主義の過去を美化しており、また展示物に関する説明には歴史的な負の側面の見地が欠けているなど、歴史否定論的・歴史修正主義的である」との指摘が一部の者を中心にある[15][16][17]。
- 遊就館は戦後のGHQの占領政策について展示で「日本国憲法や教育基本法の制定は日本の弱体化を狙うものだった。」と解説している。

## 文芸作品に描かれた遊就館
- 夏目漱石『倫敦塔』1905年

並び聳ゆる櫓には丸きもの角張りたるものいろゝの形状はあるが、いづれも陰気な灰色をして前世紀の紀念を永劫に伝へんと誓へるごとく見へる。九段の遊就館を石で造って二三十並べてさうしてそれを虫眼鏡で覗ゐたらあるゐはこの「塔」に似たものは出来上りはしまいかと考えた。
- 芥川龍之介『侏儒の言葉』1923年

わたしは歴史を翻へす度に、遊就館を想ふことを禁じ得ない。過去の廊下には薄暗い中にさまゞの正義が陳列してある。（中略）わたしはさう云う武器を見ながら、幾多の戦いを想像し、おのづから心悸の高まることがある、しかしまだ幸か不幸か、わたし自身その武器の一つを執りたいと思つた記憶はない。
- 内田百閒『遊就館』1934年

遊就館をテーマにした短編小説。ただし、内容は夢物語的であり、現実の遊就館を描いているわけではない。